# چاه قربان (بزمان)
چاه قربان یک منطقهٔ مسکونی در ایران است که در دهستان بزمان واقع شده‌است.